# Halimedes (satèl·lit)

Satèl·lits irregulars de Neptú.

Halimedes, també conegut com a Neptú IX (designació provisional S/2002 N 1), és un satèl·lit irregular prògrad de Neptú. Va ser descobert per Matthew J. Holman et al. el 14 d'agost del 2002.
Halimedes té la segona òrbita més excèntrica i la tercera més inclinada dels satèl·lits neptunians. Això es pot veure en el diagrama de l'esquerra, en el qual es mostren els satèl·lits irregulars de Neptú. Els satèl·lits sobre l'eix horitzontal són prògrads i els de sota retrògrads. Els segments grocs s'estenen des del pericentre a l'apocentre mostrant l'excentricitat.
Halimedes té uns 62 quilòmetres de diàmetre (assumint una albedo de 0,04) i es veu neutral (gris) a la llum visible. Donada la seva similaritat de color amb Nereida, i juntament amb una possibilitat del 41% d'haver col·lidit durant el temps d'existència del sistema solar, s'ha suggerit que Halimedes podria ser un fragment de Nereida.
Halimedes, com molts altres satèl·lits de Neptú, va ser anomenat en honor d'Halimede, una de les cinquanta nereides el 3 de febrer del 2007.